# Madżdal Jaba
Madżdal Jaba (arab. مجدل يابا) – nieistniejąca już arabska wieś, która była położona w Dystrykcie Ramli w Mandacie Palestyny. Wieś została wyludniona i zniszczona podczas I wojny izraelsko-arabskiej, po ataku Sił Obronnych Izraela w dniu 12 lipca 1948.

## Położenie
Madżdal Jaba leżała na granicy wzgórz Samarii i nadmorską równiną Szaron. Według danych z 1945 do wsi należały ziemie o powierzchni 26 632 ha. We wsi mieszkało wówczas 1520 osób.
| własność gruntów | powierzchnia gruntów (hektary) |
| ---------------- | ------------------------------ |
| Arabowie         | 25 066                         |
| Żydzi            | 596                            |
| publiczne        | 970                            |
| Razem            | 26 632                         |

| Rodzaj użytkowanych gruntów | Arabowie (hektary) | Żydzi (hektary) |
| --------------------------- | ------------------ | --------------- |
| uprawy cytrusów             | 2 443              | 38              |
| uprawy nawadniane           | 110                | 0               |
| uprawy zbóż                 | 13 348             | 558             |
| nieużytki                   | 10 076             | 0               |
| zabudowane                  | 59                 | 0               |

## Historia

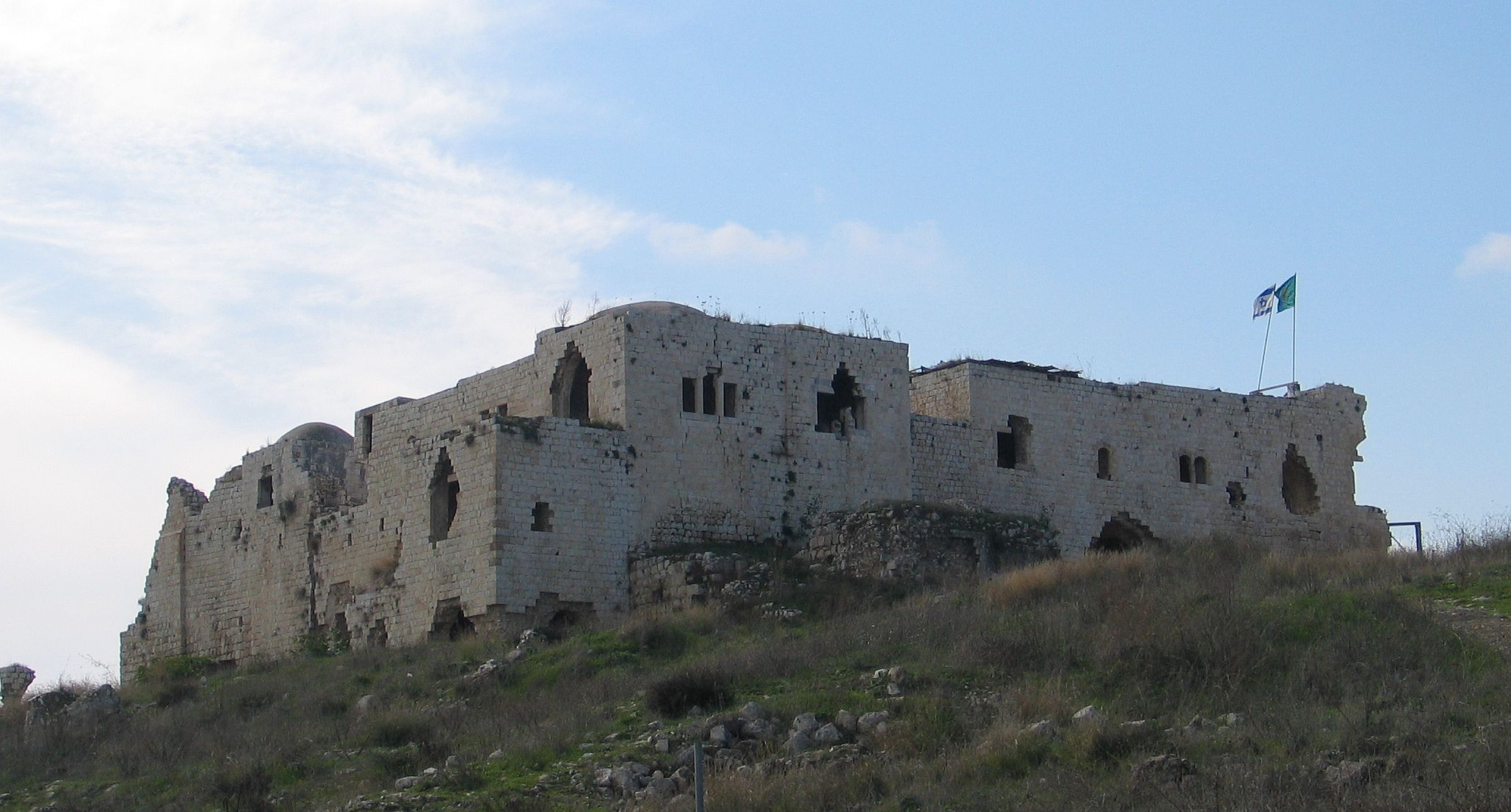
Ruiny zamku Mirabel

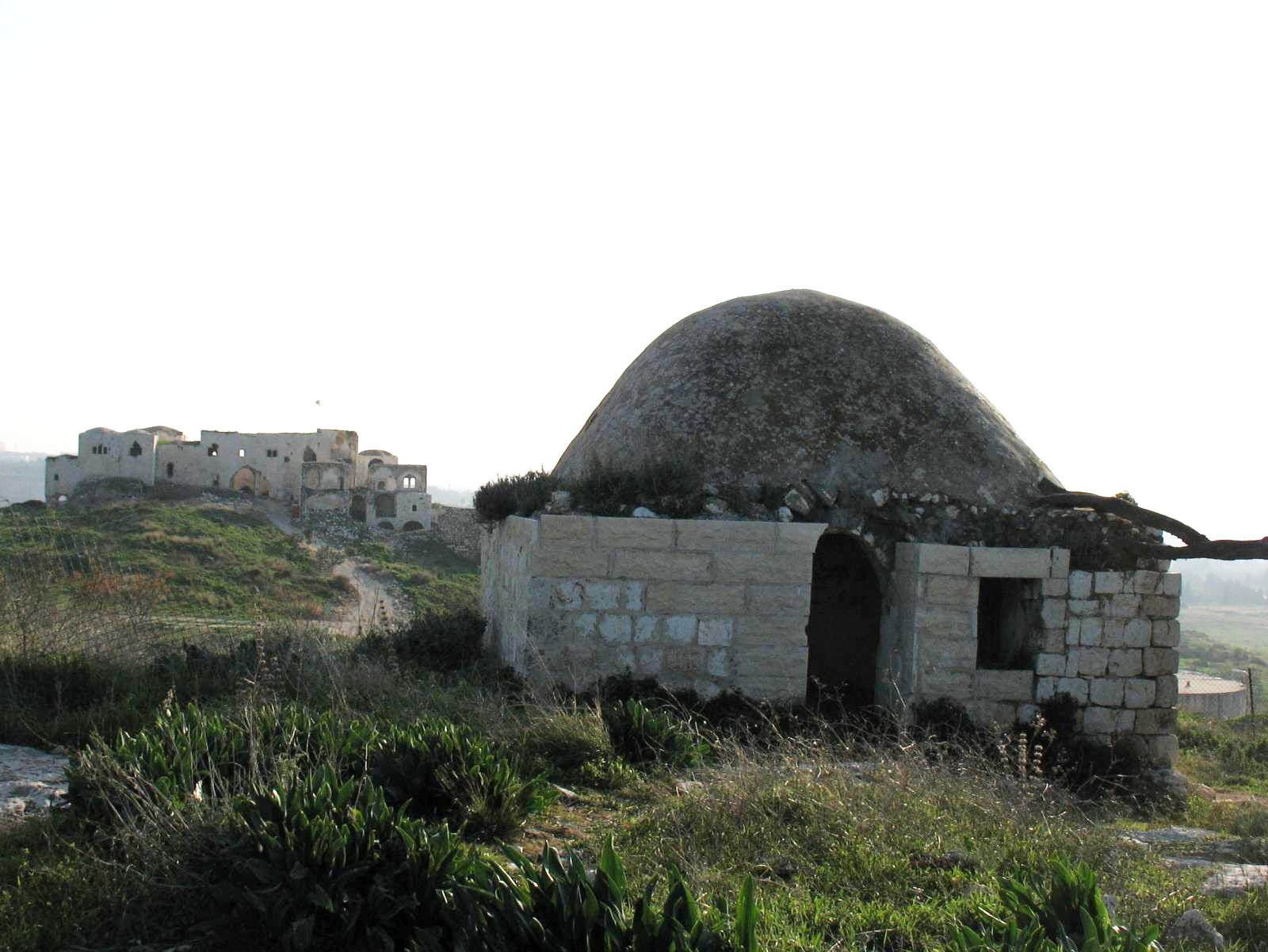
Grobowiec szejka Muhammada Al-Sadiq

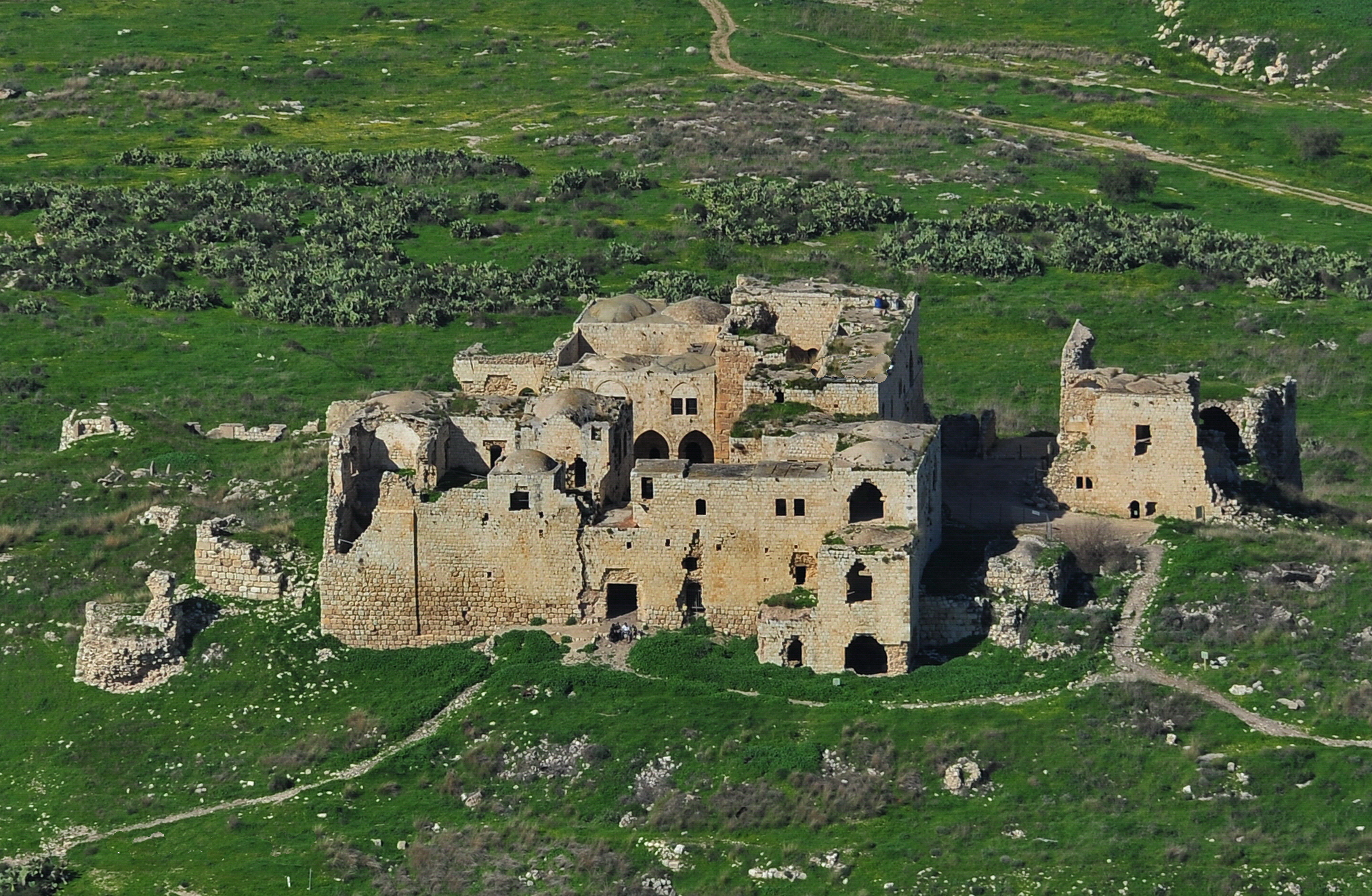

Pierwotnie w miejscu tym znajdowało się starożytne miasto Afek, o którym wspominają starożytne egipskie listy proskrypcyjne pochodzące z XIX wieku p.n.e. Według biblijnej tradycji miasto zostało zdobyte przez Jozuego. Miasto Afek było najbardziej wysuniętym izraelskim miastem położonym na granicy ziem filistyńskich. W pobliżu Afek doszło do dwóch bitew z Filistynami. W VII wieku p.n.e. była to obronna twierdza.
Król Herod Wielki przemianował miasto na Antipatris, upamiętniając w ten sposób swojego ojca Antypatra I. Rozwojowi miasta sprzyjało korzystne położenie przy szlaku handlowym prowadzącym z Jafy do Jerozolimy. Miasto zostało zniszczone podczas wojny żydowskiej 66-73 i nie odzyskało swojej wielkości aż do II wieku. W 363 wielkie trzęsienie ziemi zniszczyło Antipatris. W następnych latach istniała tutaj niewielka miejscowość, która miała niewielkie znaczenie. W 1152 krzyżowcy wybudowali tutaj zamek obronny, który nazwali Mirabel. Zamek należał do Baldwina z Ibelinu. W lipcu 1187 wojska Saladyna zdobyły Mirabel, ale nie zniszczyły zamku. W następnych latach Saladyn wykorzystywał zamek do przeprowadzania licznych ataków przeciwko krzyżowcom. Po klęsce w bitwie pod Arsuf w 1191, Saladyn nakazał rozebranie murów obronnych zamku Mirabel. W następnych latach istniała tutaj arabska wieś Majdal Jafa, nazywana tak prawdopodobnie od pobliskiego miasta Jafa. W czerwcu 1240 wieś została przyłączona do Królestwa Jerozolimskiego. Gdy w 1266 upadła Jafa, sułtan Bajbars wystawił wojsko do ochrony zamku Mirabel. Jego rola była już jednak nie istotna, i pod koniec XIII wieku został opuszczony.
Pod panowaniem islamskim wieś nazwano Madżdal Jaba. W 1596 we wsi mieszkało zaledwie osiem muzułmańskich rodzin, które płaciły podatki z upraw pszenicy, jęczmienia, hodowli kóz i uli. W 1888 we wsi utworzono szkołę podstawową dla chłopców, w której w 1945 uczyło się 147 uczniów. W okresie panowania Brytyjczyków Madżdal Jaba była niewielką wsią. We wsi znajdował się jeden meczet.
Decyzją rezolucji Zgromadzenia Ogólnego ONZ nr 181 z 29 listopada 1947, wieś Madżdal Jaba miała znajdować się w państwie arabskim w Palestynie. Na początku I wojny izraelsko-arabskiej w dniu 30 maja 1948 siły żydowskiej organizacji paramilitarnej Irgun zajęły tę wieś. Jednak już następnego dnia zostali wyparci po ataku sił irackich. W starciu zginęło 12 członków Irgunu. Natomiast po stronie arabskiej ranny w bitwie Hasan Salama zmarł po kilku dniach. Podczas operacji „Betek” w nocy z 11 na 12 lipca wieś zajęli izraelscy żołnierze. Zmusili oni wszystkich mieszkańców do opuszczenia wioski, a domy wysadzili.

## Miejsce obecnie
Na gruntach należących do Madżdal Jaba powstała w 1950 roku osada Rosz ha-Ajin, a w 1952 roku kibuc Enat. Palestyński historyk Walid Chalidi, tak opisał pozostałości wioski Madżdal Jaba: „Teren jest pokryty gruzem ze zniszczonych domów, i porośnięty drzewami figowymi oraz kaktusami. Na miejscu zachowała się twierdza z imponującymi grubymi murami. Składa się ona z długiego budynku centralnego, który jest połączony z kilkoma mniejszymi. Oprócz fortu jest także grobowiec al-Sadiqa”.